# 胡幼偉
胡幼偉（1961年4月1日—），生於臺北市，台灣的新聞傳播學者。國立政治大學新聞學系學士、碩士，美國南伊利諾州立大學新聞學博士。曾任《民生報》記者、國立臺灣師範大學大眾傳播所所長、前行政院發言人。現為中國文化大學新聞系專任教授。

## 公職生涯
2012年5月20日，擔任行政院發言人。
在台灣進口美國牛肉問題中，立法院在野黨團（包括台聯黨、親民黨及民進黨）要求等待國際食品法典委員會決議，國民黨反對，雙方形成僵局。2012年7月2日，胡幼偉表示，含萊克多巴胺肉品在安全容許量內不危害健康，之所以連年討論是國際貿易政治角力的延伸，並非健康問題，聯合國國際食品法典委員會制定的標準並不科學，希望在野黨不要以此阻擋美國牛肉進口。7月5日，國際食品法典委員會通過萊克多巴胺允許殘留量，行政院多方考量下決定接受此一標準。民進黨也同意採取國際標準，台聯立委以行政院發言人曾認為此標準不科學為由，繼續反對美國牛肉進口。
2012年10月，因師生戀醜聞，主動請辭。共擔任140天發言人。10月16日，行政院在YouTube網站推出委託民視文化公司花費450萬製作的「經濟動能推升方案」整體篇宣傳廣告，影片內容長達41秒，重點在於宣傳標語「拚經濟，做就對了」。但因廣告內容空洞，沒有實際講出任何內容，招致惡評，網友向YouTube網站檢舉為詐騙影片，行政院帳號暫時遭到停權。經濟部長施顏祥表示廣告做得不好，行政院發言人黃敏恭表示，這個影片是胡幼偉策劃。胡幼偉表示，這個廣告是委託廣告人黃文博設計規劃，並不是他想的。

## 言論及爭議
- 2012年9月29日，胡在臉書發布添購新西裝以及手持台灣政府部門尚未核准的iPhone 5，因行政院先前曾鼓吹台灣民眾應購買HTC手機，此留言被民進黨中常委洪坤智在臉書轉載後披露[7]。胡幼偉辯解，iPhone為朋友所有，他只是借來拍照，只是一種實驗，用來測試白色恐怖氣氛[8]，引起民進黨立委不滿，認為胡幼偉的發言對於台灣歷史缺少了解，成為新聞話題[9]。10月2日，胡幼偉在臉書再度發言，認為自己的目的在於吸引大眾注意力，以推銷行政院經濟改革方案，是一種草船借箭。陳沖面對媒體詢問，只表示，「憑良心講應該是我講話，他幫我解釋，不是他講話我來幫他解釋」[10]。立法院朝野立委皆表示不滿，要求胡幼偉公開道歉[11]，10月3日，胡幼偉在立法院公開道歉，以平息風波[12]。

- 2012年10月6日，在臉書公布自己與曾經指導過的師範大學研究生張蓉君正在戀愛，引起新聞報導。胡幼偉自2002年離婚以後，一直保持單身，2004年底公開與民視陳淑貞戀愛，兩人沒有結婚，於2008年分手，但仍保持友好關係[13]。在2011年開始，曾任張蓉君論文指導教授，直到2012年5月，因兩人開始戀愛，同時胡幼偉擔任行政院發言人，論文指導教授轉由大傳所所長胡綺珍擔任[14]。在請辭被接受後，胡幼偉向記者聲稱自己接獲黑函，裏面提及個人隱私，並揚言向外揭露，胡因懷疑自己可能遭監聽或是裝設針孔，擔心可能影響行政院團隊而主動請辭[15]。

- 2013年9月15日，胡在臉書發文指出，「在法治社會中，法治精神和法官才是真正的大老！」他認為，在九月政爭當中，「只有法官說那確實是關說，我們才能跟著說。」 [16]

- 2014年4月7日，胡在臉書上稱挺學運學生將會找不到工作（有數個老闆向他說不願任用反體制者，但並未說明所謂「數個老闆」是誰），引起網友譏笑胡因為師生戀事件成為史上最短命的行政院發言人。然依據今日新聞報導，包括TOYOTA台灣代理和泰汽車、中華電信及家樂福等企業，都表示不會受此影響；而北市商業會理事長王應傑更說，沒聽過圈內有如此傳言，尤其林飛帆和陳為廷若真來求職，他們的統籌領導能力傑出，我還會考慮優先錄用。

## 外部連結
- 國立台灣師範大學大眾傳播研究所胡幼偉網站

| 中華民國政府職務 | 中華民國政府職務                                | 中華民國政府職務                   |
| ---------------- | ----------------------------------------------- | ---------------------------------- |
| 行政院           |                                                 |                                    |
| 首任             | 行政院發言人 第一任 2012年5月20日—2012年10月7日 | 繼任： 黃敏恭（代理） 正任：鄭麗文 |